# 奈貴王
奈貴王（なきおう/なきのおおきみ、生年不詳 - 宝亀9年2月8日（778年3月11日））は、奈良時代の皇族。名は奈紀王、奈癸王とも記される。系譜は明らかでないが天智天皇または天武天皇の曾孫か。官位は従四位下・侍従。

## 経歴
天平勝宝9歳（757年）橘奈良麻呂の乱において、謀反実行時に敵側に加勢するのを防ぐために、橘奈良麻呂派の賀茂角足が事前に武勇に優れた者を屋敷に呼んで酒盛りをしたが、奈貴王は坂上苅田麻呂らの武人とともにこれに招待されている。変終結後の8月に三世王の蔭位により无位から従五位下に直叙される。
淳仁朝では、内礼正・大炊頭を経て、天平宝字7年（763年）石見守に任ぜられて地方官に転じ、翌天平宝字8年（764年）従五位上に叙せられる。
称徳朝では、天平神護3年（767年）大膳大夫、神護景雲3年（769年）正親正と京官を歴任し、神護景雲4年（770年）8月の称徳天皇崩御に際しては作山作司を務めている。
同年10月光仁天皇の即位に伴って正五位下に叙せられると、宝亀2年（771年）正五位上、宝亀4年（773年）従四位下と光仁朝前半に急速に昇進を果たした。宝亀3年（772年）桑原王とともに、衣縫内親王の喪事を監護している。宝亀9年（778年）2月8日卒去。最終官位は侍従従四位下。

## 官歴
『続日本紀』による。
- 天平勝宝9歳（757年） 8月4日：従五位下（直叙）
- 天平宝字4年（760年） 正月16日：内礼正
- 天平宝字7年（763年） 正月9日：大炊頭。9月15日：石見守
- 天平宝字8年（764年） 正月7日：従五位上
- 天平神護3年（767年） 2月28日：大膳大夫
- 神護景雲3年（769年） 10月10日：正親正
- 神護景雲4年（770年） 8月4日：作山作司。10月1日：正五位下
- 宝亀2年（771年） 閏3月1日：伯耆守。11月25日：正五位上
- 宝亀4年（773年） 2月24日：従四位下
- 時期不詳：侍従
- 宝亀9年（778年） 2月8日：卒去（侍従従四位下）